# Tritenii de Jos
Tritenii de Jos là một xã thuộc hạt Cluj, România. Dân số thời điểm năm 2002 là 5080 người.